# Pro-choice

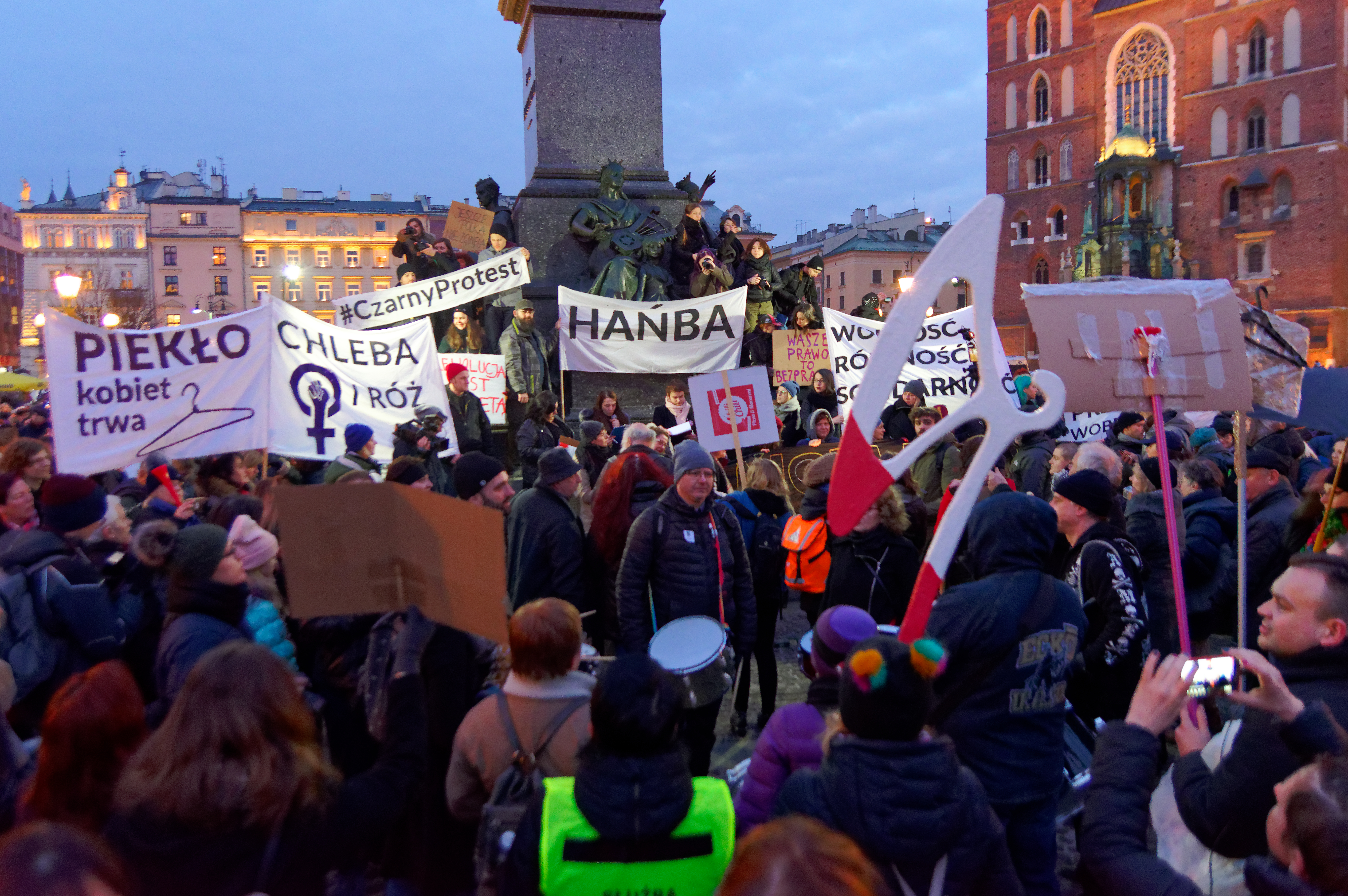
Protest przeciwko zaostrzeniu ustawy antyaborcyjnej w Krakowie

Pro-choice (ang. „za wyborem, na rzecz wyboru”), przez antyaborcjonistów zwany anti-life (ang. „przeciw życiu”) – ogół ruchów społecznych i organizacji opowiadających się za legalizacją aborcji.

## Terminologia

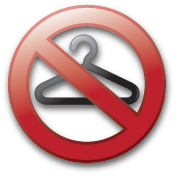
Symbol ruchu pro-choice

Podobnie jak wiele innych terminów używanych przez uczestników debaty aborcyjnej, także rozróżnienie na ruchy pro-choice i pro-life bywa uznawane za nacechowane emocjonalnie: pierwsza nazwa odwołuje się do prawa do wolności, druga do prawa do życia. Mogą być jednak odbierane także jako sugestia, że druga strona sporu jest danym wartościom przeciwna („anti-choice”, „anti-life”).
Rozróżnienia na ruchy pro-life i pro-choice wśród obywateli państw, gdzie toczy się debata publiczna na tematy związane z aborcją rzadko kiedy są jasne: przykładowo w sondażu dla amerykańskiego Public Religion Research Institute 70 proc. obywateli USA określiło siebie jako „pro-choice”, a jednocześnie niemal dwie trzecie jako „pro-life”. Jednocześnie respondenci zauważyli, że sam fakt opowiedzenia się po którejś ze stron sporu może być społecznie stygmatyzujący.
Z powodu problemów terminologicznych wiele redakcji i agencji prasowych sugeruje używanie neutralnych bądź opisowych terminów na określenie stron sporu o prawo do aborcji. Przykładowo Associated Press sugeruje w swoim podręczniku stylu użycie terminów ruch bądź działacz „na rzecz prawa do aborcji” i „przeciwko aborcji” (ang. abortion rights i anti-abortion).

## Historia
Początek zorganizowanych ruchów pro-choice sięga lat 60. XX wieku, kiedy w krajach Europy Zachodniej i Ameryki Północnej zaczęły powstawać organizacje stawiające sobie za cel depenalizację przerywania ciąży. 
W Polsce wiosną 2016 roku w ramach sprzeciwu wobec zarejestrowanej w Sejmie inicjatywie ustawodawczej „Stop aborcji” wprowadzającej całkowity zakaz aborcji została założona grupa internetowa Dziewuchy Dziewuchom, do której przystąpiło ponad 100 tysięcy kobiet. 
3 października 2016 w Warszawie i 147 innych miejscowościach w Polsce odbyły się demonstracje w ramach wydarzenia nazwanego Ogólnopolskim Strajkiem Kobiet nawiązującego do Strajku kobiet w Islandii z 1975 r. a w 60 miastach za granicą odbyły się akcje solidarnościowe. Pod wpływem Strajku Kobiet w Polsce powstały dziesiątki formalnych i nieformalnych inicjatyw koncertujących się na temacie praw kobiet.  
Kolejna fala protestów miała miejsce w 2020 r. po wydaniu przez Trybunał Konstytucyjny wyroku ograniczającego możliwość przerywania ciąży w przypadku ciężkiego uszkodzenia płodu. Trybunał stwierdził, że aborcja z powodu „ciężkiego i nieodwracalnego upośledzenia płodu albo nieuleczalnej choroby zagrażającej jego życiu” jest niezgodna z Konstytucją RP.  

## Argumenty
Współczesne ruchy i organizacje pro-choice odwołują się do różnorodnych argumentów.
Główny argument stwierdza, iż płód lub embrion nie jest jeszcze osobą, i z tego względu nie posiada takich praw jak osoby. Do osiągnięcia pewnego etapu w rozwoju embrion/płód nie posiada mózgu rozwiniętego do tego stopnia, by mogła się wytworzyć świadomość, z tego względu nie należy, zdaniem tej argumentacji, traktować płodu lub embrionu tak, jak traktowane są osoby.
Inny argument zwraca uwagę na fakt, że cechą osoby jest tożsamość, tymczasem zarodek do 15. dnia ciąży może ulec podziałowi, co skutkuje powstaniem ciąży bliźniaczej. Z tego względu trudno wyciągać wniosek, że w przypadku bliźniąt zarodek przed podziałem jest tą samą osobą, co po podziale.
Argument głoszący, że płód nie jest osobą potwierdził Europejski Trybunał Praw Człowieka w Strasburgu wydając wyrok w sprawie „Vo przeciwko Francji”. Sąd uznał w niej, że sześciomiesięczny płód nie jest osobą i nie należy traktować aborcji jako zabójstwa. 
Inne formy argumentacji przywołują fundamentalne prawa człowieka (m.in. decydowania o swoim życiu osobistym, prywatności). Zgodnie z tymi argumentami zakaz przerywania ciąży narusza prawo do życia kobiety w ciąży, prawo do wolności, prawo do samookreślenia i prawo do integralności cielesnej.
Zwolennicy legalizacji aborcji jako argument podają to że restrykcyjne prawo aborcyjne powoduje powstanie podziemia aborcyjnego.
Ważnym argumentem jest argument z dobra rodziny jako całości (przeważającego – zdaniem części kręgów pro-choice – nad dobrem płodu) a fizyczne i psychiczne zdrowie matki jest wg nich zawsze ważniejsze niż życie płodu a syndrom aborcyjny jest wytworem ”kultury opresyjnej”.